# 忠政真理子
忠政 真理子（ただまさ まりこ、1995年〈平成7年〉10月15日 - ）は、日本のフリーアナウンサー、ラジオパーソナリティー、女優。
元大阪テレビタレントビューロー（TTB）所属。現在はオフィスBAN所属。

## 略歴
岡山県立津山商業高等学校、ビジュアルアーツ専門学校卒業。

## 出演
映画「真人の世界」
FM GENKI　GENKIサンデーplus
ならどっとFM　Oh！演歌

## 人物
- 趣味：舞台・映画鑑賞、高校野球観戦
- 特技：珠算電卓実務検定1級